# Boulevard d'Avroy
Pour les articles homonymes, voir Avroy.
Le boulevard d'Avroy (en wallon : Sor Avreû ou So l'Avreû) est une importante artère de la ville de Liège en Belgique.

## Situation et accès
Cette voie relie le boulevard de la Sauvenière à la rue des Guillemins, à l'avenue Blonden et à l'avenue Rogier. Les deux voies du boulevard bordent le parc d'Avroy. Le boulevard fait partie du quartier administratif du centre.
Rues adjacentes
- Rue des Augustins
- Avenue Blonden
- Rue Darchis
- Rue des Guillemins
- Rue Hazinelle
- Rue du Jardin botanique
- Avenue Maurice Destenay
- Rue Pont d'Avroy
- Boulevard Piercot
- Avenue Rogier
- Rue de Rotterdam
- Rue Saint-Gilles
- Rue Sainte-Marie
- Boulevard de la Sauvenière

## Origine du nom
Il porte le nom de l'ancien canal d'Avroy sur lequel il a été construit.

## Historique
Le boulevard d'Avroy a été créé au début du XIXe siècle (1835) par le comblement du canal d'Avroy appelé en aval la Sauvenière, un important bras de la Meuse, qui traversait tout le centre de la ville. Ce bras se détachait du cours principal du fleuve à hauteur de l'actuelle statue équestre de Charlemagne, puis suivait le tracé du boulevard d'Avroy, passait sous le pont d'Avroy, à hauteur du faubourg Saint-Gilles, allait jusqu'au centre-ville en suivant le tracé du boulevard de la Sauvenière, pour rejoindre le cours principal par les actuelles rues de la Régence et de l'Université. Entre l'avenue Blonden et la statue de Charlemagne, c'est le cours principal de la Meuse qui a été progressivement asséché et comblé au XIXe siècle.
La dénomination de boulevard ne couvre à l'origine que le tronçon entre le carrefour du pont d'Avroy et le boulevard Piercot, correspondant au quai d'Avroy situé rive gauche du canal avant le comblement, tandis que le tronçon situé entre la statue de Charlemagne et la rue de Fragnée s’appelle « avenue d'Avroy ». En 1882, le tronçon entre la rue de Fragnée et la rue des Guillemins devient le boulevard (puis l'avenue) Blonden, tandis que le tronçon restant entre la rue des Guillemins et le boulevard Piercot conserve l'appellation « avenue d'Avroy » jusqu'en 1900, lorsque l'appellation « boulevard d'Avroy » y soit étendue,.

## Bâtiments remarquables et lieux de mémoire

### XVIIesiècle
- Architecte Dame Aldegonde Desmoulins : no 52, église de l'abbaye bénédictine de la Paix-Notre-Dame (1687-1690) classée au patrimoine exceptionnel de la Région wallonne depuis 1983.

### XVIIIesiècle
- Architecte Jacques-Barthélemy Renoz : no 132, église du Saint-Sacrement (achevée vers 1766).

### XIXesiècle

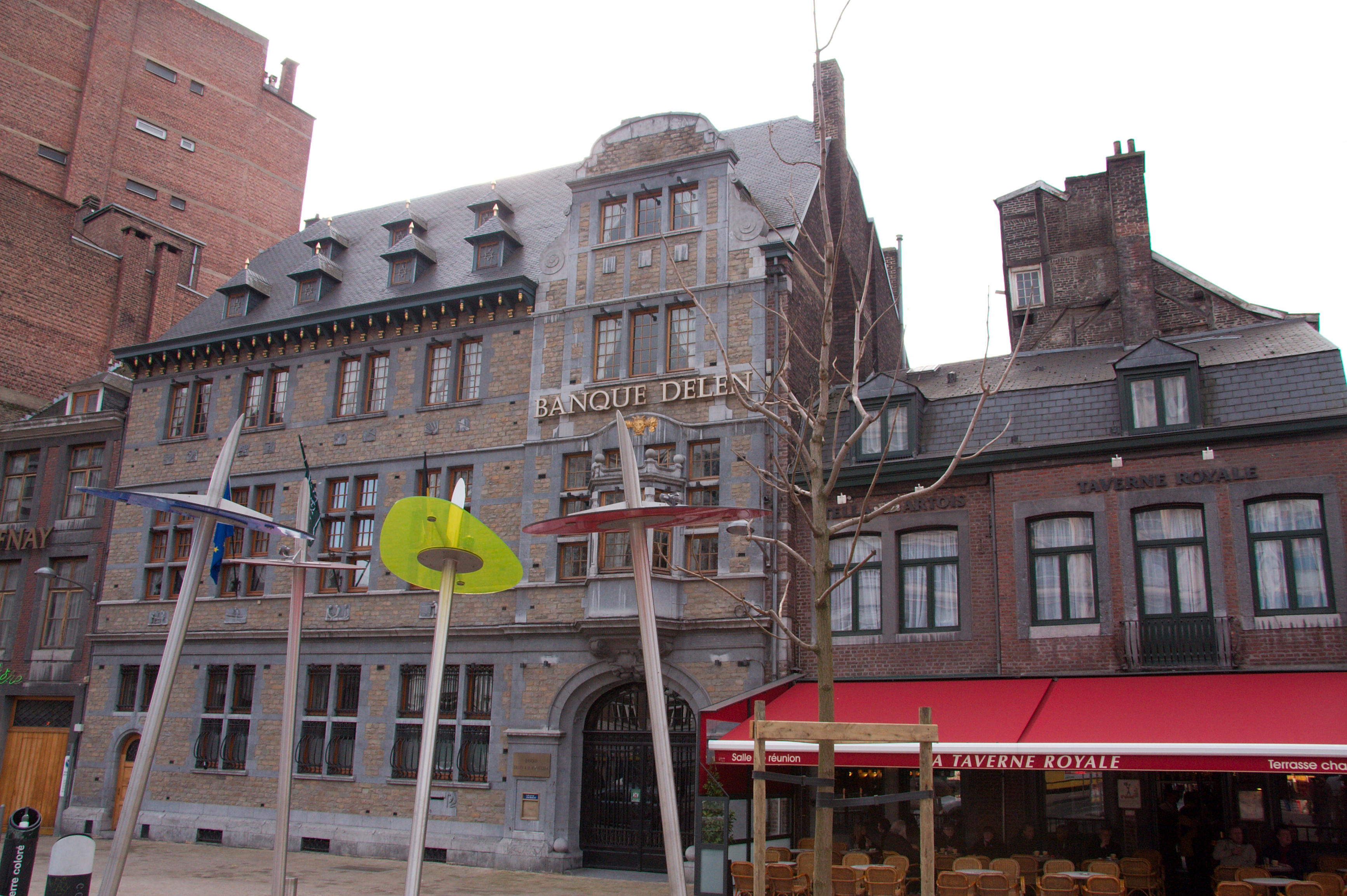
La banque Delen, bâtiment de style néo-mosan datant de 1922

- 1835 : comblement du canal d'Avroy.
- Parc d'Avroy (vers 1880) : le parc est redessiné par l'architecte-paysagiste Édouard Keilig.

Le boulevard conserve quelques immeubles datant du XIXe siècle, dont certains sont d'intéressants exemples d'architecture éclectique :
- no 172, Loge maçonnique La Parfaite Intelligence et l'Etoile Réunies (1874)[3].
- Hôtel Radeski,no 67-69, hôtel particulier construit par la famille Radzitsky d’Ostrowick ; aujourd'hui local commercial
- Architecte J. Bernimolin : no 20 (maison Mouton, 1886/1887, classée)
- Architecte W. Janssen : no 288 (ancien hôtel Chaudoir-Delbouille, 1880).
- Architecte Paul Demany : no 292 (ancien hôtel Lhonneux, 1893).

### XXesiècle
- Architecte Paul Jaspar : no 280 (hôtel Remouchamps, 1908), sculptures de Oscar Berchmans.
- Architecte Carlos Thirion : no 4, Banque Delen. Ce bâtiment de style néo-mosan, avec des moëllons de grès et de calcaire, est construit en 1922 pour être le siège liégeois du Crédit anversois, qui tombe en faillite à la fin des années 1930 ; en 1943, Oscar de Schaetzen acquiert l'immeuble pour y installer la banque de Schaetzen fondée en 1928 ; en 1994, la banque de Schaetzen est rachetée par Delen, qui rénove le bâtiment en consacrant un étage à l'histoire économique de la Ville et de la Province de Liège, et en décorant la salle du conseil de scènes du peintre anversois du XVIIIe siècle Pieter Snyers[4],[5].
- Architecte Jean Moutschen : no 96, lycée Léonie de Waha (1936-1938), le bâtiment abrite des œuvres de Marcel Caron, Robert Crommelynck, Adrien Dupagne, Louis Dupont, Auguste Mambour, Edgar Scauflaire, Fernand Steven).

### Patrimoine classé
| Objet | Année de construction / Architecte | Adresse                   | Section communale | Coordonnées                      | Numéro d’inventaire | Illustration                 |
| --- | ---------------------------------- | ------------------------- | ----------------- | -------------------------------- | ------------------- | ---------------------------- |
| Immeuble (maison Mouton) - Façade à rue, toiture ainsi que la totalité de l'entrée du vestibule, cage d'escalier et, au rez-de-chaussée, la salle à manger, l'antichambre et la véranda, dans leur totalité |                                    | Boulevard d'Avroy, no 20  | Avroy             | 50° 37′ 30″ nord, 5° 34′ 45″ est | 62063-CLT-0599-01   | Image manquanteTéléverser    |
| Abbaye de la Paix Notre-Dame - Le buffet et l'orgue Le Picard | 1627 Aldegonde Desmoulins          | Boulevard d'Avroy, no 52  | Avroy             | 50° 38′ 17″ nord, 5° 34′ 02″ est | 62063-PEX-0019-02   | Abbaye de la Paix Notre-Dame |
| Abbaye de la Paix Notre-Dame - Église et sacristies y compris le mobilier immeuble par destination; Façades et toitures de l'aile longeant le boulevard d'Avroy; chœur des Dames y compris l'orgue Le Picard et le mobilier immeuble par destination; mur de clôture (M) et ensemble formé par l'église, le couvent des Bénédictines et les terrains y attenant (S) | 1627 Aldegonde Desmoulins          | Boulevard d'Avroy, no 52  | Avroy             | 50° 38′ 17″ nord, 5° 34′ 02″ est | 62063-CLT-0103-01   | Abbaye de la Paix Notre-Dame |
| Athénée Léonie de Waha | 1937 Jean Moutschen                | Boulevard d'Avroy, no 96  | Avroy             | 50° 38′ 10″ nord, 5° 34′ 03″ est | 62063-PEX-0024-02   | Athénée Léonie de Waha       |
| Église du Saint-Sacrement |                                    | Boulevard d'Avroy, no 132 | Avroy             | 50° 38′ 07″ nord, 5° 34′ 02″ est | 62063-CLT-0194-01   | Église du Saint-Sacrement    |

### Œuvres d'art public
Le boulevard et le parc d'Avroy abritent plusieurs sculptures monumentales et œuvres d'art public dont :
- statue équestre de Charlemagne (1868), sculpteur Louis Jehotte.
- Monument à Charles Rogier, commémorant le 75e anniversaire de l'indépendance de la Belgique (1905), sculpteur Camille-Marc Sturbelle.
- Monument à Walthère Frère-Orban (1931), sculpteur Paul Du Bois.
- Bas-reliefs du lycée Léonie de Waha (1937), sculpteurs Louis Dupont, Robert Massart, Adelin Salle.
- Monument national à la Résistance (1955), sculpteur Louis Dupont.
- Luminaires, Michel Leonardi (2007)

### Événements
Fondée au XIXe siècle, la foire de Liège s'installe chaque année sur le boulevard d'Avroy : c'est l'une des plus importantes fêtes foraines de Belgique.